# Saint-Paul-de-Fourques
 Saint-Paul-de-Fourques  là một xã của tỉnh Eure, thuộc vùng Normandie, miền bắc nước Pháp.